# Тариат
Тариат (монг. Тариат — Урожай) — сомон аймака Архангай, Монголия.
Центр сомона — посёлок Хорго. Он находится в 166 километрах от административного центра аймака — города Цэцэрлэг и в 633 километрах от столицы страны — Улан-Батора.
Есть школа, больница, туристические базы, объекты сферы обслуживания.

## География

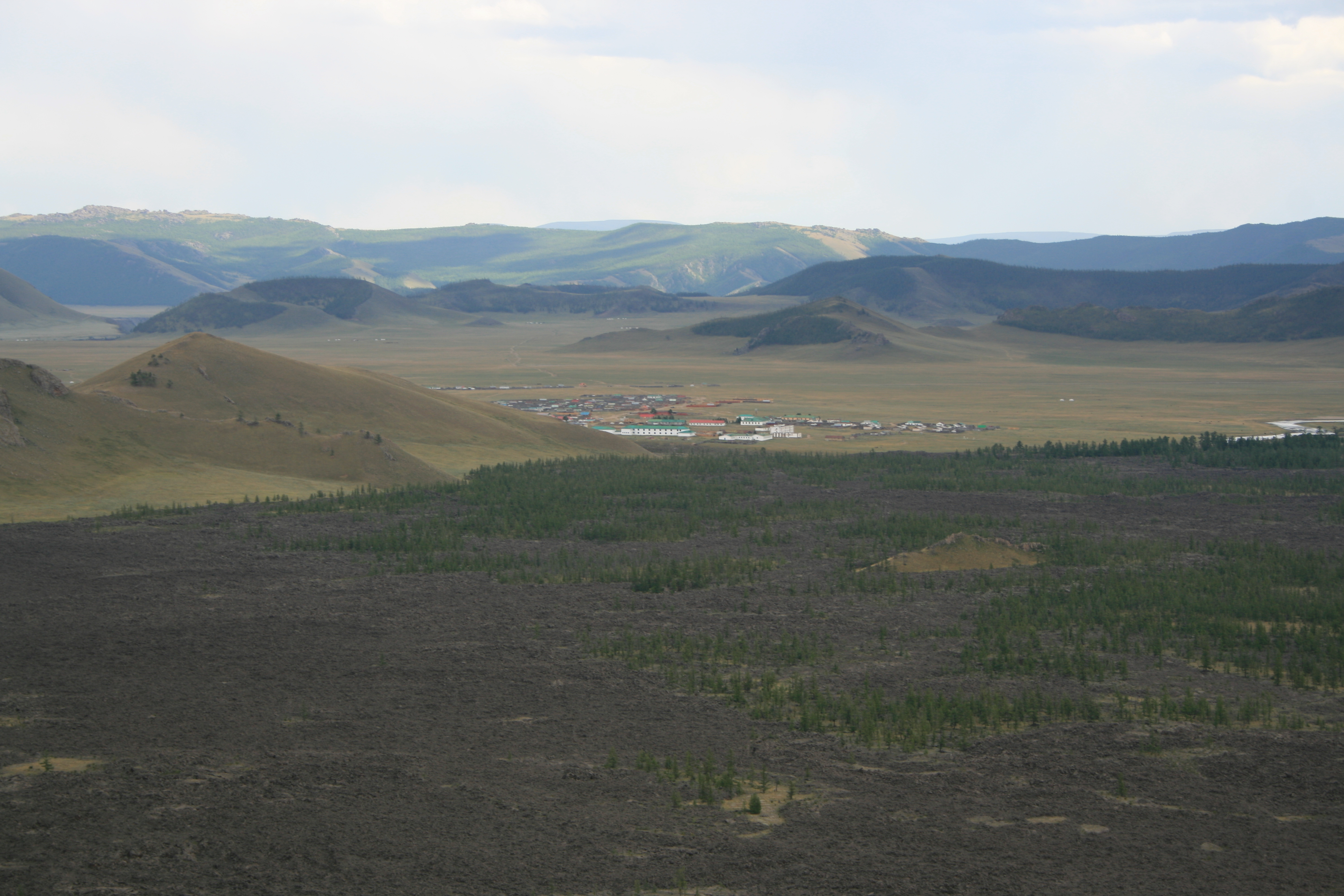
Посёлок Хорго, вид со стороны кратера Хорго

На севере сомона возвышается хребет Тарбагатай (3200), на юго-востоке простираются долины рек Тэрх, Чулуут. Протекают реки Тэрх, Чулуут, Хунжил, Суман, Мурун и их притоки. Есть озёра Тэрхийн Цагаан, Худуу, Цагаан и другие. Перевалы Солонгот, Хунжил. Водятся аргали, тарбаганы, зайцы, лисы, волки.
Климат резко континентальный. Средняя температура января −24-26 °C, июля +12-14 °C, ежегодная норма осадков в горных местах — 400 мм, в долинах рек — 300 мм.
Имеются запасы железной руды, драгоценных камней, строительного сырья.